# Sōjutsu
Sōjutsu (japanisch 槍術 ‚Lanzentechnik(en)‘) ist die japanische Kunst des Fechtens mit Yari (Lanzen), die während der Sengoku-Zeit entstand, als der Yari die Naginata (Schwertlanze, Glefe) als Stangenwaffe auf den Schlachtfeldern ablöste. Als Kriegswaffe wurden der Yari effizient im Verband von Ashigaru (leichte Infanterie) eingesetzt (Yaribusuma, dt. „Lanzenwand“). Diesen Umgang mit dem Yari als Mannschaftswaffe bezeichnet man jedoch nicht als Sōjutsu. Sōjutsu ist vielmehr der Einsatz des Yari als hochkomplexe individuelle Fechtwaffe, mit der nicht nur gestochen werden kann und die zur bevorzugten Waffe höherrangiger Vertreter des Kriegeradels wurde.
Weil Sōjutsu zum einen nicht der breiten Masse der Krieger unterrichtet wurde und der Yari zum anderen seine Bedeutung als Waffe in den überwiegend friedlichen zweieinhalb Jahrhunderten der Edo-Zeit vollständig einbüßte, sind die meisten der einst existierenden Sōjutsu-Schulen ausgestorben.
Heute gibt es an Stilen, die sich auf den Yari spezialisiert haben, noch die Hozoin-ryū in der Tradition der Hozoin-ryū Takadaha, die Owari Kan-ryū, die Saburi-ryū und die Fuden-ryū. Die ersten drei dieser Schulen haben sich jeweils auf den Gebrauch eines bestimmten Typs von Yari spezialisiert, was sicher einer der Gründe für ihr Überleben war.
Die Hozoin-ryū setzt einen Jumonji Kamayari (kreuzförmige Sichellanze) ein, Owari Kan-ryū einen Kudayari (eine gerade Lanze, der durch eine metallene Röhre geführt und gestochen wird) und Saburi-ryū einen Kagiyari (eine Lanze die unterhalb der Klinge mit einer auf einer Seite hakenförmig ausgebildeten Parierstange versehen ist).
Daneben wird Sōjutsu noch in einigen integrierten, in der Regel schwert-zentrierten Systemen wie der Tenshin Shoden Katori Shinto-ryū, der Tatsumi-ryū oder der Maniwa Nen-ryū gelehrt, ist dort allerdings weit fortgeschrittenen Schülern vorbehalten.